# Oncino
Oncino ist eine Gemeinde in der italienischen Provinz Cuneo (CN), Region Piemont.

## Lage und Einwohner
Oncino liegt 64 km nordwestlich von der Provinzhauptstadt Cuneo und 55 km südwestlich von Turin im gebirgigen oberen Teil des Valle Po.  Der Ort liegt etwa 1200 m über dem Meeresspiegel, etwa 10 km Luftlinie von den Quellen des Po in den Cottischen Alpen entfernt.
Er liegt in einem kurzen Seitental etwa 1 km südlich des hier teilweise bewaldeten Haupttales. Auf der Nordseite beim Nachbarort Ostana verläuft die Strada Statale 662 (SS 622 oder „Via Valle Po“), die ins westliche Gebirge bzw. nach Osten über Paesana und Saluzzo nach Turin führt.
Das Gemeindegebiet umfasst eine Fläche von 47 km² und hat 86 Einwohner (Stand 31. Dezember 2023). Zur Gemeinde gehören auch die Weiler Arlongo, Bigorie, Piatette, Chiotti, Paschié, Porcili, Ruata, Ruera, Sant’Ilario, Saret, Serre, Tirolo und Villa. 
Die Gemeinde ist seit 2006 Mitglied der Berggemeinschaft Comunità Montana Valli Po, Bronda e Infernotto, die 2008 zur Comunità Montana Valli Po, Bronda, Infernotto e Varaita erweitert wurde.
Die Nachbargemeinden sind Casteldelfino, Crissolo, Ostana, Paesana, Pontechianale und Sampeyre.

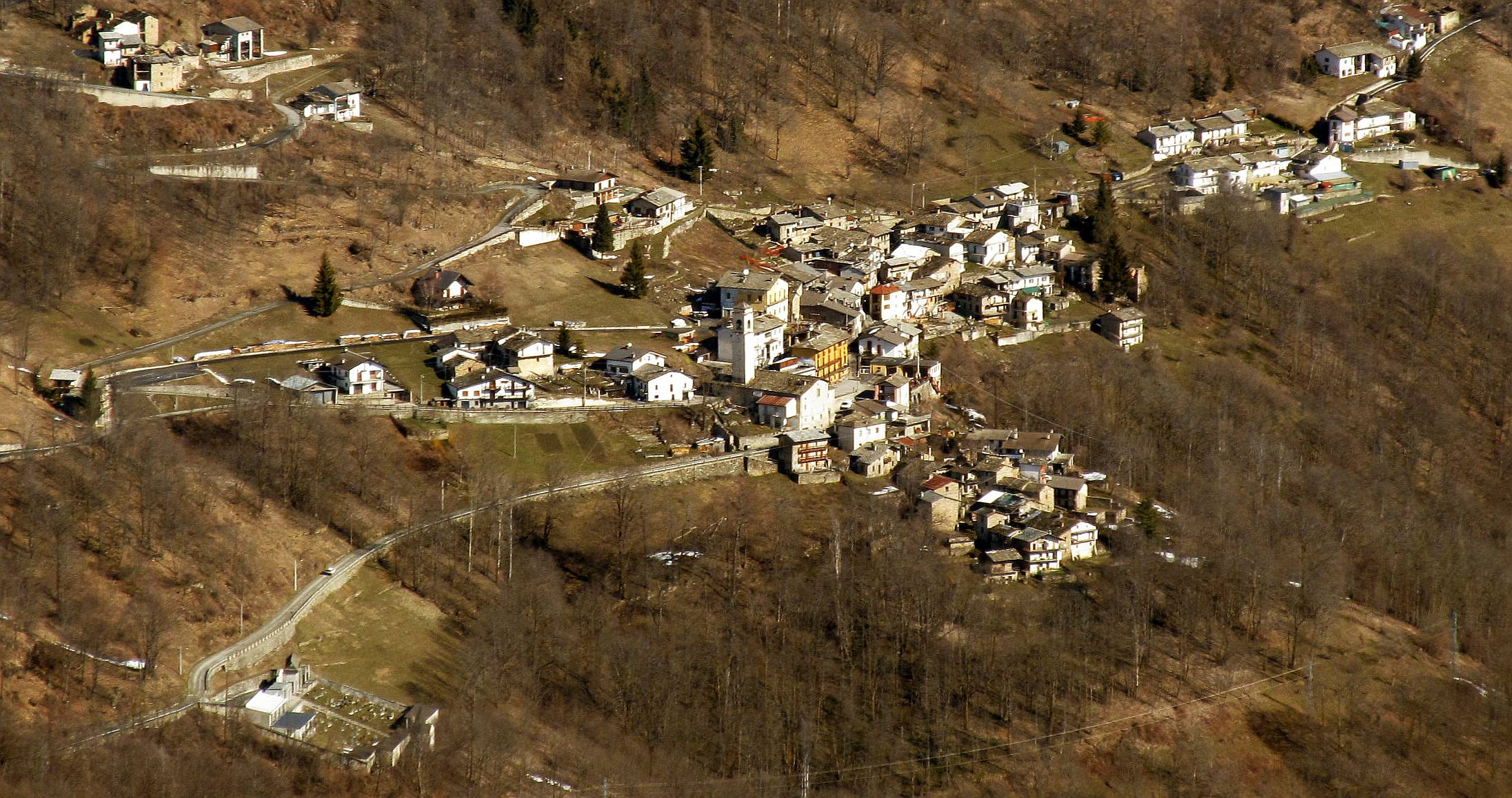
Panorama

### Bevölkerungsentwicklung

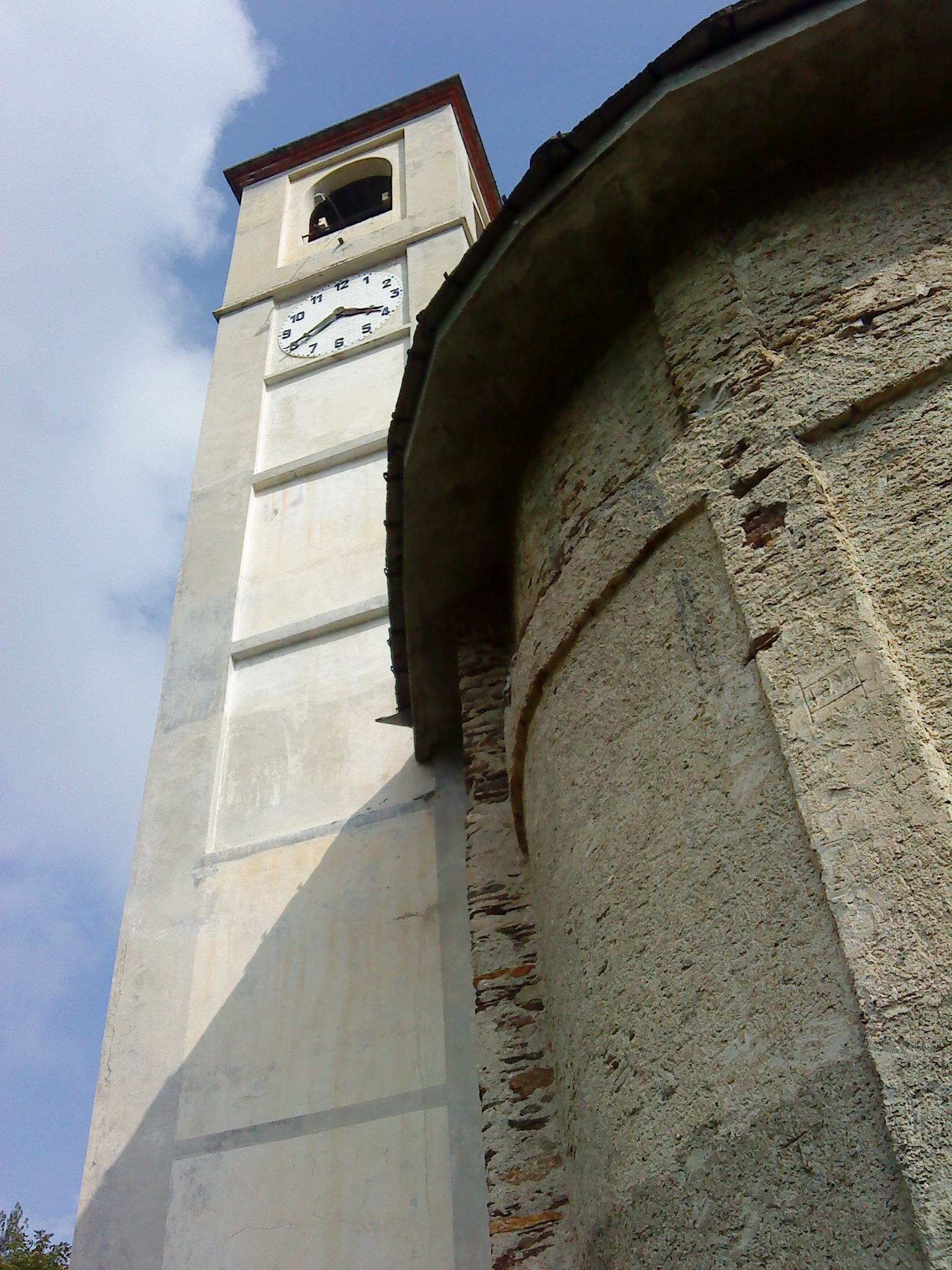
Kirche San Stefano

Nach einem Höchststand zur Jahrhundertwende sank die Bevölkerung dramatisch um über 90 Prozent. Ob Investitionen in den Tourismus (v. a. in Crissolo) die Abwanderung stoppen können, ist zweifelhaft.

## Geschichte

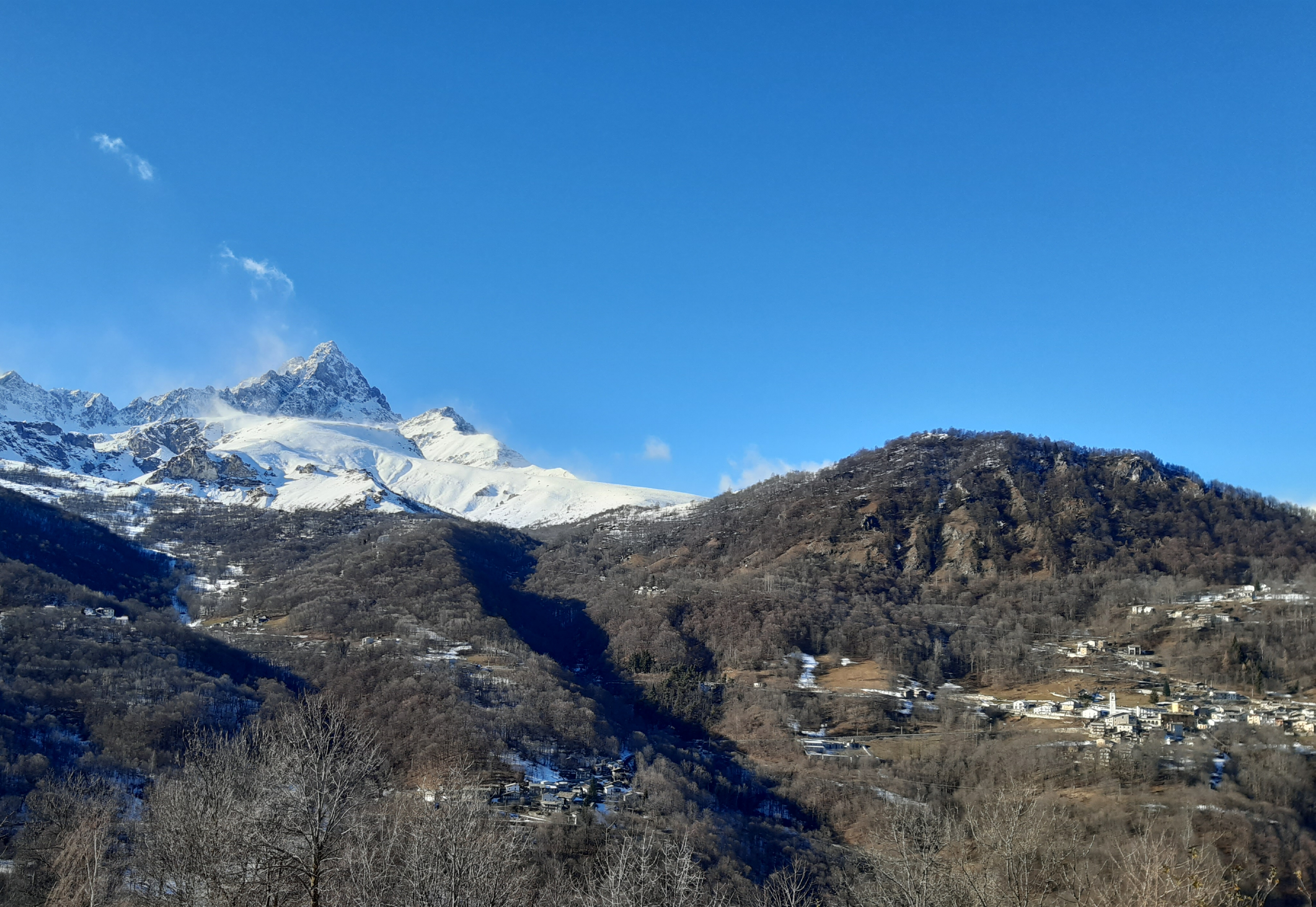
Oncino Panorama mit dem Monte Viso im Hintergrund

Der Ortsname erscheint in der mittelalterlichen Dokumentation als „Uncis“, dann als „Uncinus“. Nach Ansicht einiger Gelehrter stellt es die Fortsetzung des lateinischen Eintrags UNCINUM dar, der Verkleinerungsform von UNCUM, mit dem die älteste Bescheinigung direkt verbunden ist. Es war seit der Antike bewohnt, wovon Reste erhalten sind, und gehörte den Markgrafen von Saluzzo. Es lag im Einflussbereich des Klosters Rifreddo.
Im 16. Jahrhundert wurde es zum Zentrum der Ausbreitung einer ketzerischen Bewegung. Später beherbergte es ein Kapuzinerkloster, dessen Spuren in der Casa Fantone erhalten sind. Aus historisch-architektonischer Sicht ist die im Partisanenkrieg beschädigte Kapelle Madonna del bel Buche hervorzuheben.